# Артуро Ріккарді
Артуро Ріккарді (італ. Arturo Riccardi, 30 жовтня 1878, Павія, Королівство Італія — 26 грудня 1966, Рим, Італія) — італійський військовий діяч і політик часів диктатури фашизму, адмірал флоту (1942), член Сенату Королівства Італія. Під час Другої світової війни обіймав посаду начальника Генерального штабу Королівських військово-морських сил Італії. Невдовзі після повалення режиму Беніто Муссоліні був відправлений у відставку й надалі активної участі в державному чи військовому житті країни не брав.

## Початок кар'єри
Артуро Ріккарді народився 30 жовтня 1878 року в Павії (в деяких джерелах вказується Салуццо). Після завершення середньої школи він у 1892 році вступив до Військово-морської академії в Ліворно, яку закінчив у 1897 році у званні гардемарина. Одразу після цього був направлений на службу на броненосець «Лепанто». Пізніше служив на крейсері «Карло Альберто». Брав участь у придушенні Боксерського повстання 1900—1901 років.
1904 року Ріккарді отримав звання лейтенанта і був переведений на крейсер «Марко Поло», який ніс службу на Далекому Сході. У 1905 році, коли крейсер перебував у порту Чемульпо, на його борту виникла пожежа у погребах боєзапасу. Тоді Ріккарді зміг погасити пожежу та врятувати корабель, завдяки чому й був нагороджений Бронзовою медаллю «За військову доблесть».
Після повернення до Італії продовжив нести службу морського офіцера, проте вже на крейсері «Амальфі». Протягом 1910—1914 році був ординарцем адмірала Томмазо Савойського.
На момент вступу Італії у Першу світову війну Артуро Ріккарді командував міноносцем «29 AS». Згодом отримав звання капітана III рангу і був призначений заступником капітана броненосця «Сарденья». Далі служив на крейсері П'ємонте та лінкорі Конте ді Кавур. По завершенню війни у 1918 році він отримав звання капітана II рангу.

## Міжвоєнний період
Протягом 1920—1922 років Ріккарді працював викладачем у Військово-морській академії. У 1924 році отримав звання капітана I рангу і був призначений начальником штабу військово-морського командування в Таранто.
У 1925 році Ріккарді вступив до Національної фашистської партії та почав службу в Міністерстві флоту. Протягом 1925—1927 років був членом Комітету з проектування кораблів, де займався дослідженням явища ехолокації та проблеми її застосуванням на флоті. Протягом 1927—1929 років Артуро командував лінкором «Кайо Дуіліо», а у період із 1929 до 1931 року був заступником керівника Департаменту персоналу та військової служби при Міністерстві флоту.
У 1931 році Артуро Ріккарді отримав звання контрадмірала, у 1932 році — звання дивізійного адмірала. Протягом 1932—1934 років керував Корпусом королівських військово-морських екіпажів, а протягом 1934—1935 років командував 4-ю морською дивізією.
У 1935 році отримав звання адмірала ескадри і до 1937 року був керівником Департаменту персоналу та військової служби. Протягом 1937—1938 років керував військово-морським командуванням в Ла-Спеції. У 1938 році призначений командиром 1-ї ескадри. Перебуваючи на цій посаді, організував у 1938 році в бухті Неаполя на борту лінкора «Конте ді Кавур» парад на честь Адольфа Гітлера. Того ж року на тому ж судні Ріккарді відвідав Мальту, де познайомився зі своїм майбутнім найзлішим ворогом та найзапеклішим противником, британським адміралом Ендрю Каннінгемом.
У 1939 році керував морськими операціями італійського флоту під час вторгнення в Албанію, за що був удостоєний звання кавалера Ордена Корони Італії. Того ж року Віктор Еммануїл III призначив Артуро Ріккарді сенатором Королівства Італія.

## Друга світова війна
У березні 1940 року начальник Генерального штабу Королівських військово-морських сил Італії Доменіко Каваньярі запропонував Беніто Муссоліні план ведення війни з британським флотом, орієнтований на оборону. Спершу дуче підтримав його, але після жахливих невдач італійського флоту на початковому етапі війни (в бою біля Калабрії і особливо після нападу на Таранто) 7 грудня 1940 року відправив Доменіко Каваньярі у відставку. Новим начальником Генерального штабу став Артуро Ріккарді, а командувачем надводних сил флоту був призначений адмірал Анджело Якіно.

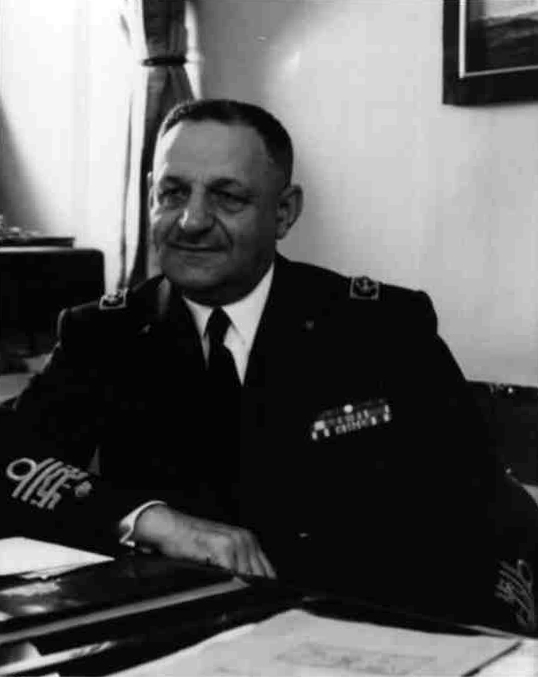
Адмірал ескадри Артуро Ріккарді в 1941 році

Завдання, яке постало перед Ріккарді, виявилось дуже складним. Перш за все, йому потрібно було створити ефективну стратегію подальшого ведення війни, яка полягала не стільки в організації прямих зіткнень між флотами, скільки у виснаженні морських конвоїв противника, призначених для переправлення озброєння та провіанту. Пріоритетним завданням для італійського флоту було гарантувати забезпечення безпечних постачань до Лівії. Важливою, але важкою для вирішування задачею стала необхідність пристосувати наявні в строю судна до реалій нової війни. З певної точки зору, Ріккарді був саме тією людиною, яка могла реалізувати цей новий оперативний вектор розвитку та функціонування флоту. Досвід у сфері організації ескортних підрозділів, отриманий ще під час Першої світової війни, привів його до розробки власної військової програми будівництва, зосередженої головним чином на виготовленні кораблів, призначених для виконання функцій ескорту морських конвоїв. Розпочалося масштабне будівництво корветів типу «Габбіано» та патрульних човнів VAS. Якщо на рівні загальної стратегії Ріккарді дотримувався ідей першочергової необхідності забезпечення безпеки конвоїв постачання, то у питанні планування військових операцій зайняв вичікувальну позицію.
9 лютого 1941 року британське З'єднання Н обстріляло Геную та Ла-Спецію напередодні зустрічі Муссоліні і Франсіско Франко, яка мала відбутися 12 лютого. Після цього сам Муссоліні та начальник Генерального штабу Королівської італійської армії Уго Кавальєро вимагали від Ріккарді негайних пояснень незадовільних результатів дій флоту. Проте Артуро в офіційному звіті не став заглиблюватись в недоліки та проблеми, а конкретну невдачу списав на погану погоду, яка ускладнила патрулювання та забезпечення безпеки побережжя, та невдалий збіг обставин. Це небажання Ріккарді провести глибокий аналіз стану флоту незабаром призвело до катастрофічних наслідків.

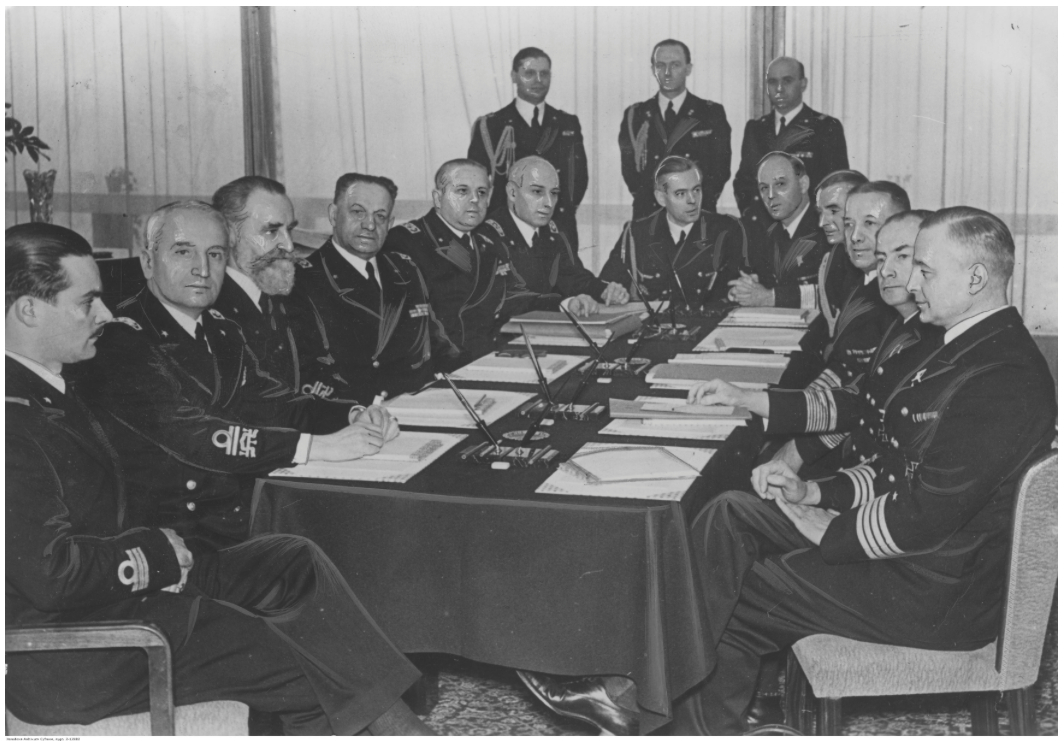
Артуро Ріккарді (крайній ліворуч) на конференції в Мерано

13 лютого 1941 року делегація італійського флоту, очолювана Артуро Ріккарді, куди також входили Раффаеле де Куртен, Еміліо Брента та Карло Джартозіо, зустрілась в місті Мерано з командувачами Крігсмаріне Еріхом Редером та Куртом Фріке для вироблення спільної стратегії дій проти флотів союзників.

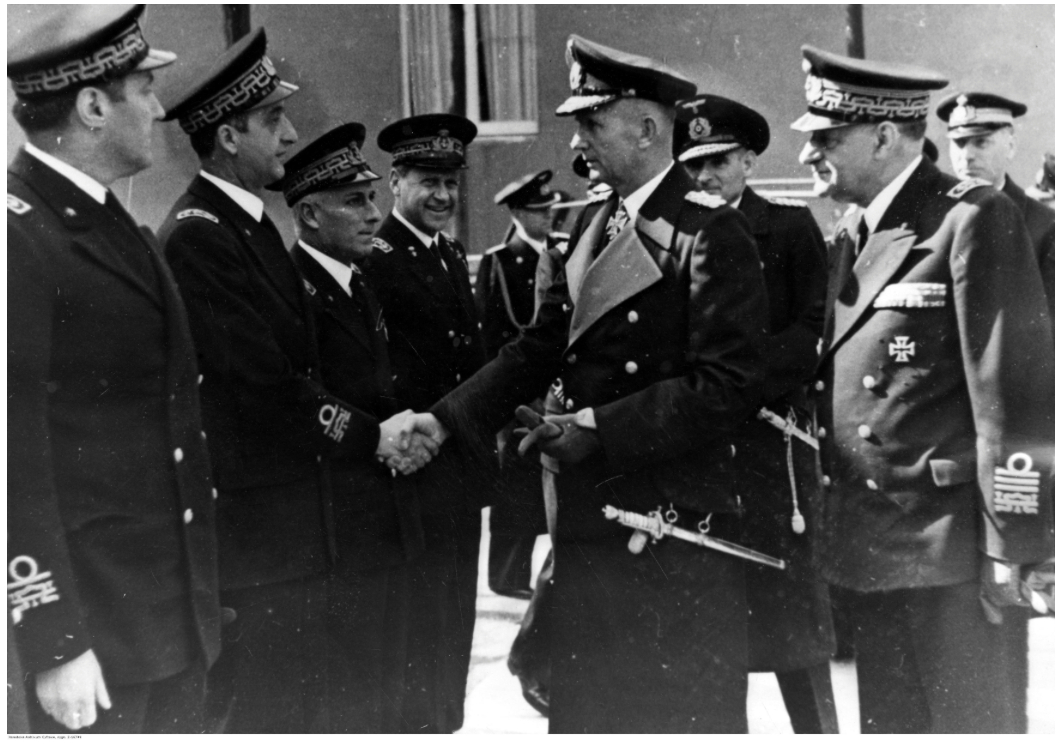
Артуро Ріккарді та Карл Деніц

У березні 1941 року під час підготовки плану нападу на Грецію і Югославію німецьке командування тиснуло на Італію і змусило італійський флот розпочати операцію зі знищення британських конвоїв, які здійснювали перевезення військ союзників з Єгипту до Греції (порт Пірей). Італійське командування спланувало операцію «Гаудо», реалізація якої 26 березня призвела катастрофи біля мису Матапан. Ця поразка поклала кінець будь-яким амбіціям італійського флоту у Другій світовій війні. Надалі військові кораблі в основному здійснювали супровід конвоїв. Інші операції здійснювались обмежено і лише під потужним повітряним прикриттям.
У жовтні 1942 року Артуро Ріккарді отримав звання адмірала флоту.
Коли у квітні 1943 року Генеральний штаб Королівської італійської армії був майже впевнений, що Сицилія незабаром буде атакована англо-американськими військами, 2 квітня 1943 року на засіданні вищого генералітету, скликаному в Римі Вітторіо Амброзіо, Ріккарді виключив військове втручання італійських лінійних кораблів у разі висадки союзників на Сицилії, побоюючись втратити їх.
Після повалення режиму Муссоліні 26 липня 1943 року Артуро Ріккарді залишив посаду начальника Генерального штабу Королівських військово-морських сил Італії. Його наступником став адмірал Раффаеле де Куртен. 30 жовтня того ж року Ріккарді був відправлений у відставку через досягнення ним граничного віку перебування на службі. Надалі жив у Римі, відмовившись від співпраці з Італійською соціальною республікою.
Помер 26 грудня 1966 року у Римі.

## Нагороди

### Італійські
- Бронзова медаль «За військову доблесть»
- Кавалер Ордена Корони Італії
- Офіцер Ордена Корони Італії
- Командор Ордена Корони Італії
- Великий офіцер Ордена Корони Італії
- Кавалер великого хреста Ордена Корони Італії
- Кавалер Ордена Святих Маврикія та Лазаря
- Офіцер Ордена Святих Маврикія та Лазаря
- Командор Ордена Святих Маврикія та Лазаря
- Великий офіцер Ордена Святих Маврикія та Лазаря
- Офіцер Колоніального Ордена Зірки Італії
- Командор Колоніального Ордена Зірки Італії
- Хрест «За військові заслуги»
- Медаль «За китайську кампанію»
- Пам'ятна медаль італійсько-турецької війни 1911—1912
- Пам'ятна медаль Італо-австрійської війни 1915—1918
- Медаль Перемоги
- Медаль «В пам'ять об'єднання Італії»
- Маврикіанська медаль заслуг за 10 п'ятиліть бездоганної військової кар'єри

### Іноземні
- Золотий Німецький хрест